# سفارة بلجيكا في بولندا
سفارة بلجيكا في بولندا هي أرفع تمثيل دبلوماسي لدولة بلجيكا لدى بولندا. تقع السفارة في وهي تهدف لتعزيز المصالح البلجيكية في بولندا.

## وصلات خارجية
- الموقع الرسمي
- قائمة سفارات بلجيكا
- قائمة السفارات في بولندا